# Malcolm Playfair Anderson

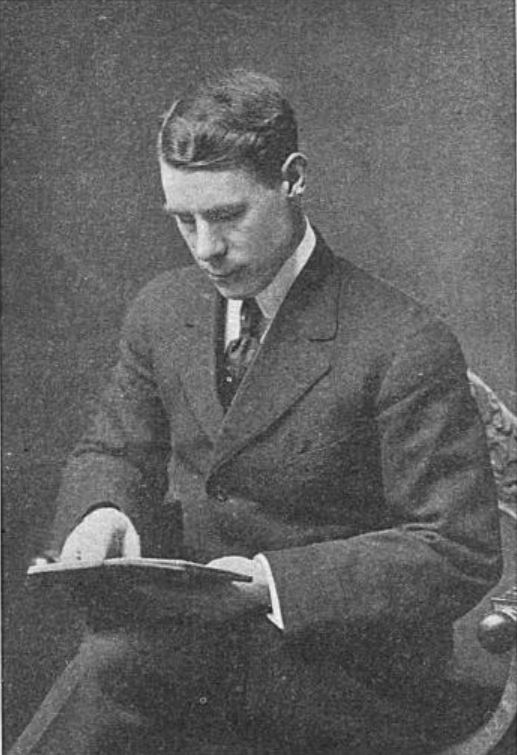
Malcolm Playfair Anderson

Malcolm Playfair Anderson (geboren am 6. April 1879 in Irvington, Indiana; gestorben am 21. Februar 1919 in Oakland, Kalifornien) war ein amerikanischer Zoologe, Forschungsreisender und Tiersammler.

## Biografie
Malcolm Playfair Anderson wurde 1879 in Irvington in Indiana als Sohn von Melville Best Anderson und seiner Frau Charlena, geborene van Vleck, geboren. Er war einer von zwei Kinder seiner Eltern, die bis ins Erwachsenenalter überlebten; das andere war sein jüngerer Bruder, Robert van Vleck Anderson. Im Alter von elf bis fünfzehn Jahren besuchte Anderson eine Schule in Deutschland. Nach seiner Rückkehr in die Vereinigten Staaten ging er an die Stanford University und schloss seine akademische Ausbildung 1904 mit einem Bachelor of Arts in Zoologie ab. Ab seinem 15. Lebensjahr nahm Anderson an Sammel-Expeditionen teil und freundete sich mit Wissenschaftlern und Akademikern wie Ray Lyman Wilbur an. Bevor er sein Studium abschloss, hatte er bereits zahlreiche wissenschaftliche Expeditionen unternommen und dabei Arizona, Kalifornien und Alaska durchquert. 1901 trat er dem Cooper Ornithology Club bei und schrieb einige ornithologische Fachartikel.
1904 wurde Anderson ausgewählt, um für die Zoological Society of London eine Expedition nach Ostasien im Auftrag des Duke of Bedford durchzuführen und die dortige Fauna zu dokumentieren und Exponate für das British Museum zu sammeln. Obwohl seine persönlichen Interessen eher die Vogelwelt betrafen, lautete sein Auftrag, die Säugetierfauna der Region zu dokumentieren und entsprechende Exponate zu sammeln. Die Expedition startete in Yokohama, Japan, und zwischen 1904 und 1907 reiste Anderson durch Japan, das östliche China und Korea. 1908 unterbrach er seine Reisen und reiste zu seiner Mutter Charlena, um dann ab dem 5. Oktober 1909 den zweiten Teil seiner Expedition in Wuhan zu starten. Dieser Teil der Reise durch das östliche China dauerte bis zum 13. September 1910 und endete in Shanghai. Zusammengenommen sammelte die Expedition neben zahlreichen Vögeln mehr als 2700 Säugetiere, aus denen zahlreiche neue Artenbeschreibungen resultierten. 1911 kündigte er das Ende seiner Expeditionen in Asien an, was von Oldfield Thomas wie folgt kommentiert wurde:

„Mr. Anderson has worked for the Exploration with superb enthusiasm and success, and in the extent to which his collections have revolutionized our knowledge of an extended part of the earth's surface he has made a record which, so far as I know, has never been equalled.“

Übersetzung:

„Mr. Anderson hat mit großem Enthusiasmus und Erfolg für die Exploration gearbeitet, und in dem Ausmaß, in dem seine Sammlungen unser Wissen über einen großen Teil der Erdoberfläche revolutioniert haben, hat er einen Rekord aufgestellt, der, soweit ich weiß, noch nie zuvor erreicht wurde.“

Nach seinen Reisen nach Asien nahm Anderson an zwei Expeditionen und Sammlungsreisen nach Südamerika teil. Die erste fand 1912 unter der Leitung des Zoologen Wilfred Hudson Osgood statt. Bei der zweiten reiste er mit seiner Frau Mary Elizabeth Gurnee, die er am 15. Juni 1913 heiratete. Mit Mary Elizabeth hatte er einen Sohn, Malcolm Gurnee Anderson, der allerdings im Kindesalter verstarb.
1918 begann Anderson im Rahmen der Produktionsanforderungen der Vereinigten Staaten im Ersten Weltkrieg auf einer Werft zu arbeiten, da er nicht der Armee beitreten konnte. Am 21. Februar 1919 starb er, als er von einem Gerüst in Moore's Shipyard in Oakland, Kalifornien, fiel. Nach seinem Tod veröffentlichte sein Vater Melville Best Anderson einen Nachruf auf ihn in der wissenschaftlichen Zeitschrift The Condor.

## Dedikationsnamen
Anderson zu Ehren sind mehrere Säugetiere benannt, die im Rahmen seiner Tätigkeit durch ihn oder auf seinen Expeditionen gesammelt wurden. So benannte Oldfield Thomas 1905 nach ihm die Anderson-Rötelmaus (Myodes andersoni) von der japanischen Insel Honshu sowie 1911 den Anderson-Spitzmausmaulwurf (Uropsilus andersoni) aus der chinesischen Provinz Sichuan sowie die Anderson-Weißbauchratte (Niviventer andersoni) aus dem Hochland von Tibet. Osgood benannte 1913 die in Südamerika beheimatete Andersons Vieraugenbeutelratte (Philander andersoni) nach ihm.